# پایگاه هوایی سولنزارا
پایگاه هوایی سولنزارا (به انگلیسی: Solenzara Air Base) (به زبان بومی: Base aérienne 126 Solenzara) یک فرودگاه نظامی با کد یاتا SOZ است که یک باند فرود سنگفرش دارد و طول باند آن ۲۶۲۷ متر است. این فرودگاه در کشور فرانسه قرار دارد و در ارتفاع ۲۰ متری از سطح دریا واقع شده است.